# Mizuho-ku (Nagoya)
Mizuho (瑞穂区 Mizuho-ku?) es un barrio de la ciudad de Nagoya, en la prefectura de Aichi, Japón. En octubre de 2019 tenía una población estimada de 107.622 habitantes y una densidad de población de 9.592 personas por km². Su área total es de 11,22 km².

## Demografía
Según los datos del censo japonés, esta es la población de Mizuho en los últimos años.
| 1995    | 2000    | 2005    | 2010    | 2015    |
| ------- | ------- | ------- | ------- | ------- |
| 106.299 | 104.410 | 105.358 | 105.061 | 105.357 |